# Indre Wijdefjorden nationalpark
Indre Wijdefjorden nationalpark är en norsk nationalpark i Svalbard. Den omfattar den inre halvan av Wijdefjorden och inrättades 2003. Den har en yta på 1 127,18 km², varav 745 km² land.

## Geografi, landskap och geologi
På båda sidor av inre Wijdefjorden finns högarktiska stäppområden som präglas av gräsaktiga arter, svår torka, alkalisk jord med saltutfällningar och stora öppna jordytor. Denna typ av vegetation finns inte i andra delar av den europeiska delen av Arktis.

## Flora och fauna
Området har en unik botanik och flora. Det finns en rad ovanliga växter, som stäpprör, spetsbergssaltgräs, en av två förekomster av lappgentiana på Svalbard, och en av fyra förekomster av myrtust i Svalbard.

## Kulturminnen
Det finns få kulturminnen i området.